# Stazione di Caltignaga
Stazione di Caltignaga vasútállomás Olaszországban, Caltignaga településen.

## Vasútvonalak
Az állomást az alábbi vasútvonalak érintik:
- Domodossola-Novara-vasútvonal

## Kapcsolódó állomások
A vasútállomáshoz az alábbi állomások vannak a legközelebb:
- Stazione di Sologno
- Stazione di Vignale